# 星洲檔案
星洲檔案（英文：Serangoon Road），是澳洲廣播公司（ABC）與HBO Asia合作的電視劇影集，也是HBO Asia的第一部自製影集。2013年9月22日開始在澳洲廣播公司的頻道與HBO Asia上播映。

## 概要
故事內容是走黑色電影風格的偵探故事，雖然背景是設定在1960年代的新加坡，但是絕大多數的場景都是在印尼的巴淡島拍攝 。

## 故事
1960年代，正是全球權勢力量轉移的時刻，而新加坡正處在其十字路口之上。隨著英國殖民統治即將結束，獨立的聲浪不斷，新加坡終於有機會找到屬於自己的定位。
山姆·卡拉漢，一位居住在新加坡的澳洲人，童年時期就被占領新加坡的日軍關進樟宜戰俘營，被迫與身為澳軍士官父親分離。戰爭結束之後，年幼的山姆發現父親死於戰俘營的工作任務中，只好在父親同袍的協助下加入了澳軍。
從軍多年之後，山姆在馬來亞危機中被逮捕，遭到不名譽退伍。退伍之後的山姆定居在新加坡，與好友康經營貿易業務，同時也受僱於鄰居鄭婉容，為她調查其夫鄭文泰遭到謀殺的真相。

## 人物
山姆·卡拉漢（Don Hany飾）
澳洲籍的貿易商兼偵探，除了與好友康經營貿易事業之外，也受僱於鄰居鄭婉容的「鄭氏偵探社」，接受各種委託的同時，亦為她調查其夫鄭文泰的謀殺懸案。
幼年時期被占領新加坡的日軍關進樟宜戰俘營，與父親分離，被迫獨自求生；戰後則加入了澳洲軍隊，在海外殖民地經歷了多次戰亂，這些經歷讓他擁有敏銳的洞察力、良好的體能與高明的格鬥技巧。而長年定居新加坡與貿易商的身分則帶來豐富的人脈，也讓他熟悉隱藏在和平檯面下的各種黑暗管道。
鄭婉容（陳冲飾）
「鄭氏偵探社」的現任社長，寡婦。
身為偵探的丈夫鄭文泰在多年前遭到謀殺，為了調查謀殺案的真相而接下了偵探社的招牌繼續經營，並僱用了鄰居山姆·卡拉漢，在維持偵探社日常營運的同時也暗中調查謀殺案的真相。
康（郑良雄飾）
山姆的好友兼合夥人，平常是正當貿易商，但是偶爾也會接一些走私等非法生意委託賺點外快。
山姆查案時的助手，身為新加坡當地人的身分讓他能靈活遊走於各處打聽情報。
陳舒琳（齐騛飾）
「鄭氏偵探社」的僱員，協助處理文件，整理情報等等。偶爾也會協助山姆調查，受過良好教育的女性的身分背景，比山姆更容易出入於各種正式社交場合。
青少年時期曾以學生的身分參加了由林志基所主導的抗爭活動，雖然沒有遭到逮捕，但因此被當局列為需要特別注意的對象。
凱松（黃經漢飾）
黑幫頭目的孫子，野心勃勃又心狠手辣，但是十分重視家人。
康拉德·哈里森（Michael Dorman飾）
CIA新加坡辦公室的主要成員之一，被譽為CIA的明日之星，是個總想改變世界的理想主義者，會為了理想不擇手段。
在與「鄭氏偵探社」交手的過程中漸漸愛上舒琳，但是舒琳的過去可能會影響他在CIA總部的評價，讓他陷入兩難。
阿姆蘭（Ario Bayu飾）
新加坡第一個出身殖民地警察部隊的馬來西亞籍總督，急需在這個位置上做出成績。
對罪犯毫不手軟、鐵血無情，但是也不吝於聽取其他人的意見。
克萊兒·辛普森（Maeve Dermody飾）
法蘭克·辛普森的妻子，因為丈夫經常出差，為了排遣孤獨而活躍於新加坡的各種社交場合。
因為山姆曾為法蘭克的貿易公司做保全評估的關係而有所認識，之後因為各種事件的關係日漸熟識，並對山姆產生了異樣的情愫。
但是為了保全夫家與娘家的名聲，在澳洲特使夫人的斡旋下打算與丈夫一起回到澳洲，斬斷與山姆的一切連結。
法蘭克·辛普森（Jeremy Lindsay Taylor飾）
克萊兒的丈夫，澳洲籍商人，因為經常出差而冷落了妻子，雖然試圖挽回，但是徒勞無功。
在認知到妻子是真的愛上山姆後，曾要求山姆主動把克萊兒帶走，但是遭到克萊兒拒絕，最後仍然與克萊兒一同回到澳洲。
布魯斯 “麥卡”麥唐諾（Tony Martin飾）
澳洲籍記者，在亞洲地區待了很長的時間。為人懶惰而投機，不願意得罪任何人，但是總有辦法找到一點獨家新聞。
因為妻子遭到謀殺，所以在遇上類似事件時容易變的偏激。
羅倫斯·米勒（Shane Briant飾）
英國情報人員，上校軍階，行事神祕。
認為魚龍混雜的新加坡是建立功業的絕佳地點，想以新加坡做為前進華府的跳板。
林詹士（陳之財飾）
華裔移民第二代，成功的商人，與政府高層往來密切。
表面上委託山姆救援身陷危機的哥哥林志基，但是實際上是想置讓他立場尷尬的哥哥於死地。
林志基
工會的精神領袖，與弟弟理念不合而關係疏遠。
被捲入爆炸案而在山姆的協助下逃亡，途中被林詹士派來的槍手射傷左肩，但是被山姆所救。最後仍遭到警方逮捕並拘留。
鄭文泰（王盛德飾）
鄭婉容的丈夫，「鄭氏偵探社」的前社長。
受林志基的委託調查其弟林詹士的交友狀況，在調查中意外發現林詹士與凱松、CIA的高層勾結，暗中購買土地成立特務基地。
凱松為了避免事情洩漏而買兇殺害鄭文泰，並偽裝成搶劫殺人。

## 用語
鄭氏偵探社
由鄭文泰所創立的偵探社，專精於處理婚外情和貪污案件。
鄭文泰死後由其妻鄭婉容繼續營運，目前的成員有鄭婉容、山姆‧卡拉漢、陳舒琳與康等四人。
紅龍幫
新加坡本地最大的黑幫勢力，觸角廣泛，吃喝嫖賭無所不包。
現任首領是凱松的爺爺，綽號「虎將軍」，冷面無情。
CIA新加坡辦公室
美國中央情報局（CIA）駐新加坡的辦事處，成員很少，主要靠當地的線人收集情報。
情報局高層似乎看中新加坡的地利，有意在此設置秘密的特務基地，因此越過辦公室主管與林詹士、凱松接觸，暗中購買土地。
紅毛
新加坡當地人對所有外國人的一種統稱。
原本帶有蔑稱之意，但是在長年的使用下逐漸演變成一種無意的日常用語，連外國人都偶爾會使用。

## 外部連結
- 星洲檔案 （页面存档备份，存于） – HBO
- 互联网电影数据库（IMDb）上《Serangoon Road》的资料（英文）